# Jefferson County, Nebraska
Jefferson County är ett administrativt område i delstaten Nebraska, USA, med 7 547 invånare. Den administrativa huvudorten (county seat) är Fairbury. 

## Geografi
Enligt United States Census Bureau har countyt en total area på 1 491 km². 1 485 km² av den arean är land och 6 km² är vatten. 

### Angränsande countyn
- Saline County - nord
- Gage County - öst
- Washington County, Kansas - syd
- Republic County - sydväst
- Thayer County - väst
- Fillmore County - nordväst

### Orter
- Daykin
- Diller
- Endicott
- Fairbury (huvudort)
- Harbine
- Jansen
- Plymouth
- Reynolds
- Steele City